# Накама, Юкиэ
Юкиэ Накама (яп. 仲間 由紀恵 Накама Юкиэ, род. 30 октября 1979 в Урасоэ, Окинава, Япония) — японская актриса и певица.

## Биография
Юкиэ Накама родилась в городе Урасоэ, префектура Окинава, в семье рыбака, младшей из пяти детей.
Она начала свой творческий путь со вступления в местную актёрско-музыкальную школу «Академия талантов Окинавы». Мотивом к её вступлению было увлечение певицей Сидзукой Кудо. В 1994 году Юкиэ дебютировала в телесериале «Синее лето», который транслировался на телевидении Окинавы, а в 1995 году заключила контракт с актёрским агентством Production Ogi, к которому принадлежала Сидзука Кудо.
Юкиэ Накама считается одной из немногих молодых японских знаменитостей, которая смогла избавиться от своего несерьёзного подросткового образа и трансформироваться в одну из самых популярных и почитаемых в стране актрис.
В начале карьеры она снималась преимущественно в небольших ролях, но всё изменилось, когда на экраны вышла мистическая драма «Звонок 0: Рождение» (2000), где Накама сыграла роль Садако Ямамуры, принесшую ей большую популярность.
Вскоре Накама продемонстрировала и свой комедийный талант, снявшись в главной роли в телесериале «Trick» (2000). Сериал был настолько популярен, что к нему сняли ещё два продолжения — «Trick 2» (2002) и «Trick 3» (2003).
Настоящим триумфом для Накамы стала роль учителя-воспитателя неблагополучных подростков в сериале «Gokusen» (2002), принесшая ей всеяпонское признание. К этому сериалу также были сняты продолжения — «Gokusen 2» (2005) и «Gokusen 3» (2008).
В 2006 году Накама снялась в исторической драме NHK «Komyo ga Tsuji», где она сыграла роль Тиё, мудрой и красивой жены Ямаути Кадзутоё, помогающей мужу подняться от рядового самурая до правителя целой провинции.
В 2005, 2006 и 2008 годах Накама вела популярную в Японии новогоднюю передачу «Кохаку ута гассэн».
Любимый вид спорта: плавание. Её третий старший брат работает на организацию по самообороне Японии. Хорошая подруга Маки Хорикиты.

## Личная жизнь
В 2008 году стало известно, что Накама встречается с актёром Тэцуси Танакой (р. 1966 г.); 18 сентября 2014 года они поженились. В июне 2018 года родила двух мальчиков.

## Фильмография

### Теледрамы
- Mou gaman dekinai (1996)
- Itazura na Kiss (1996)
- Tomoko no Baai (1996)
- Mokuyou no kaidan #15 (1997)
- Dangerous Angel x Death Hunter (1997)
- Shiawase iro shashinkan (1997)
- Odoru daisousasen saimatsu tokubetsu keikai (1997)
- Kamisama mou sukoshi dake (1998)
- Hashire koumuin! (1998)
- Kimi to ita mirai no tame ni: I’ll be Back (1999)
- P.S. Genki desu, Shunpei (1999)
- Nisennen no koi / Love 2000 (2000)
- Trick (2000)
- FACE: Mishiranu koibito (2001)
- Ashita ga arusa (2001)
- Uso Koi (2001)
- Trick 2 (2002)
- Gokusen (2002)
- Night Hospital byouki wa nemuranai (2002)
- Musashi (2003)
- Gokusen Special Sayonara 3-nen D-gumi … Yankumi namida no sotsugyoshiki (2003)
- Kao (2003)
- Satoukibi batake no uta / Songs from the Canefield (2003)
- Trick 3 (2003)
- Ranpo R (2004) (Episode 3 guest star)
- Tokyo Wankei (2004)
- Младший брат / Otouto (2004)
- Gokusen 2 (2005)
- Haru to Natsu (2005)
- Trick TV Special (2005)
- Komyo ga tsuji (2006)
- NHK Taiga Drama «Kōmyō-ga-tsuji» (2006)
- Satomi Hakenden (2006)
- Erai Tokoro ni Totsuide Shimatta! (2007)
- Himawari: Natsume masako 27 nen no shôgai to haha no ai (2007)
- Joshi Deka (2007)
- Gokusen 3 (2008)
- Arifureta Kiseki (2009)
- Красивая соседка (2011)

### Фильмы
- Tomoko no baai (1996)
- Любовь и попса / Love & Pop (1998)
- Martian Successor Nadesico: The Motion Picture — Prince of Darkness (1998) (голос: Lapis Lazuli)
- Gamera 3: Awakening of Irys (1999)
- Звонок 0: Рождение / Ring 0: Birthday (2000)
- Oboreru sakana (2001)
- Love Song (2001)
- Trick Movie (2002)
- Ashita ga arusa, The Movie (2002)
- G@me (2003)
- Shinobi: Heart Under Blade (2005)
- Trick 2 (2006)
- Oh! Oku (2006)
- Watashi wa Kai ni Naritai (2008)
- Trick 3 (2010)

## Дискография

### Синглы
- MOONLIGHT to DAYBREAK (1996)
- トゥルー・ラブストーリー〜恋のように僕たちは〜 (1996) True Love Story theme song
- 心に私がふたりいる／トレモロ (1997)
- 負けない愛がきっとある/One More Chance (1997) Mega Man X4 OP & ED
- 遠い日のメロディー／ヴィオラの夢 (1997) Haunted Junction
- 青い鳥／晴れた日と日曜日の朝は (1998)
- Birthday／I Feel You (2000) Ring 0: Birthday image song
- 愛してる (Aishiteru) (2001)
- 恋のダウンロード (Koi no Download) (2006) [as Yukie with Downloads]

### Альбом
- 遠い日のメロディー (1998)

## Награды
Japanese Drama Academy Awards:
- Весна 2002: Лучшая актриса («Gokusen»)
- Весна 2003: Лучшая актриса («Kao»)
- Осень 2003: Лучшая актриса («Trick 3»)
- Лето 2004: Лучший костюм («Tokyo Wankei»)
- Зима 2005: Лучшая актриса («Gokusen 2»)

Japan Academy Prize (кино):
- 2009: Лучшая женская роль — Watashi wa Kai ni Naritai